# Quevedo (kanton)
Quevedo – kanton w prowincji Los Ríos, w Ekwadorze. Stolicą kantonu jest Quevedo.